# Still Valley
"Still Valley" is een aflevering van de Amerikaanse televisieserie The Twilight Zone. De aflevering werd geschreven door Rod Serling.

## Plot

### Opening
The time is 1863, the place the state of Virginia. The event is a mass blood-letting known as the Civil War, a tragic moment in time when a nation was split into two fragments, each fragment deeming itself a nation ... This is Joseph Paradine, Confederate cavalry, as he heads down toward a small town in the middle of a valley. But very shortly, Joseph Paradine will make contact with the enemy. He will also make contact with an outpost not found on a military map - an outpost called the Twilight Zone.
— Rod Serling

### Verhaal
De aflevering speelt zich af tijdens de Amerikaanse Burgeroorlog. Een groep geconfedereerde soldaten heeft de taak om een groep Union-soldaten in de gaten te houden. Deze marcheren door een vallei beneden. Sergeant Joseph Paradine hoort het leger aankomen, maar dan opeens houdt het geluid op. Hij besluit zelf de vallei in te gaan om te zien waarom het Union-leger zo plotseling is gestopt. Zijn medesoldaten weigeren mee te komen.
Wanneer Paradine in het ravijn arriveert, vindt hij de Union-soldaten. Maar allemaal staan ze doodstil alsof ze bevroren zijn in de tijd. Hij probeert ze zonder succes te wekken. Uiteindelijk vindt hij een oude man genaamd Teague, die niet getroffen is door het vreemde fenomeen. Teague beweert een magiër te zijn en de soldaten te hebben bevroren met een spreuk. Paradine gelooft hem niet, dus spreekt Teague de spreuk ook over hem uit. Paradine bevriest eveneens, maar wordt al snel weer ontdooit door Teague.
Paradine is onder de indruk, en wil Teague’s techniek graag gebruiken om de geconfedereerden de oorlog te laten winnen. Teague geeft echter toe dat hij stervende is en niet meer in staat ver te reizen. Hij geeft Paradin een spreukenboek. Wanneer Paradine het boek leest, beseft hij dat men een alliantie met Satan moet aangaan om magie te kunnen gebruiken.
Teague sterft en Paradine keert terug naar zijn kamp. Daar gelooft niemand wat Paradine verteld, totdat een tweede verkenner terugkeert en Paradine’s verhaal bevestigt. Zijn bevelhebber moedigt Paradine aan om het boek te gebruiken. Paradine is echter niet van plan een deal met de duivel te sluiten en gooit het boek in het vuur.

### Slot
On the following morning, Sergeant Paradine and the rest of these men were moved up north to a little town in Pennsylvania, an obscure little place where a battle was brewing, a town called Gettysburg, and this one was fought without the help of the Devil. Small historical note not to be found in any known books, but part of the records in the Twilight Zone.
— Rod Serling

## Rolverdeling
- Gary Merrill: sergeant Joseph Paradine
- Vaughn Taylor: Teague
- Mark Tapscott: Luitenant
- Jack Mann: Mallory
- Ben Cooper: Dauger

## Varia
- Dit was de enige aflevering die tijdens seizoen 4 nogmaals werd uitgezonden.
- De aflevering staat op volume 18 van de dvd-reeks.
- Het verhaal van deze aflevering is gebaseerd op het korte verhaal "The Valley Was Still" door Manly Wade Wellman. Hij publiceerde zijn verhaal in augustus 1939.